# Les Discrets
Les Discrets sono un progetto musicale francese nato dalla mente del musicista e artista Fursy Teyssier. La musica della band è ispirata a generi musicali come post-rock e shoegaze sapientemente mischiati con il cantautorato francese e qualche leggera influenza black metal.
Fursy Teyssier crea il progetto nel 2003, ma l'omonimo EP di debutto esce soltanto nel 2007 (Stesso anno in cui l'amico Neige degli Alcest pubblica il suo primo album). Il progetto fatica a farsi notare e soltanto nel 2009 con l'uscita di uno split con gli Alcest si sentirà parlare dei Les Discrets nelle comunità rock e metal. Il primo album è dietro l'angolo: Septembre Et Ses Dérnier Pénsee viene pubblicato nel 2010 e riscuote una buona approvazione da parte della critica. Seguono diverse tournée di successo in tutto il mondo assieme a band come Alcest ed Empyrium.

## Formazione
Attuale
- Fursy Teyssier – voce, chitarra, basso (2003-presente)
- Audrey Hadorn – cori (2003-presente)

Ex-componenti
- Winterhalter – batteria (2003-2013)

Turnisti
- Zero – chitarra (2010-presente)
- Neige – basso (2011-2013)

## Discografia
Album in studio
- 2010 - Septembre et ses dernières pensées
- 2012 - Ariettes oubliées...
- 2017 - Prédateurs

EP
- 2016 - Virée Nocturne
- 2017 - Rue Octavio Mey / Fleur Des Murailles

Live
- 2015 - Live at Roadburn

Split
- 2009 - Les Discrets / Alcest
- 2011 - Les Discrets / Arctic Plateau

Compilation
- 2010 - Whom the Moon a Nightsong Sings